# Список послов США в ЦАР
Правительство Соединённых Штатов признало Центральноафриканскую Республику 13 августа 1960 года, после чего между двумя странами установились дипломатические отношения. В это время американский консул в Браззавиле Алан Вуд Люкенс вручил Давиду Дако верительные грамоты в качестве временного поверенного в делах. 12 декабря на должность посла США в ЦАР был утверждён Уилтон Бланке. Во время пребывания Бланке на посту посла-нерезидента 10 февраля 1961 года в Банги было открыто посольство Соединённых Штатов при участии Алана Люкенса.
В статье представлен список послов США в Центральноафриканской Республике.

## Список послов
| Фото                                                              | Посол                 | Срок полномочий                   | Комментарии |
| ----------------------------------------------------------------- | --------------------- | --------------------------------- | --- |
|                                                                   | Алан Вуд Люкенс       | 13 августа 1960 — 12 декабря 1960 | Временный поверенный в делах; Был также аккредитован в Конго, Чаде и Габоне; работал в Браззавиле                                                                 |
|                                                                   | Уилтон Бланке         | 12 декабря 1960 — 29 ноября 1961  | Введён в должность во время перерыва в работе Сената. Повторно утверждён 6 февраля 1961 года; Был также аккредитован в Конго, Чаде и Габоне; работал в Браззавиле |
|                                                                   | Джон Говард Бёрнс     | 29 ноября 1961 — 6 мая 1963       | Введён в должность во время перерыва в работе Сената. Повторно утверждён 30 января 1962 года                                                                      |
|                                                                   | Клод Джордж Росс      | 1 августа 1963 — 22 апреля 1967   | |
|                                                                   | Джеффри Уитни Льюис   | 13 сентября 1967 — 2 августа 1970 | |
|                                                                   | Мелвин Манфулл        | 23 ноября 1970 — 13 декабря 1972  | |
|                                                                   | Уильям Норрис Дейл    | 24 июля 1973 — 17 июля 1975       | |
|                                                                   | Энтони Куинтон        | 4 февраля 1976 — 9 июня 1978      | |
|                                                                   | Гудвин Кук            | 11 октября 1978 — 13 июля 1980    | |
|                                                                   | Альберт Фэирчайлд     | 13 июля 1980 — 10 июля 1981       | Временный поверенный в делах |
|                                                                   | Артур Вудрафф         | 10 июля 1981 — 2 августа 1983     | |
|                                                                   | Эдмунд Дежарнетт      | 7 октября 1983 — 26 мая 1986      | |
|                                                                   | Дэвид Филдс           | 16 октября 1986 — 3 октября 1989  | |
|                                                                   | Дэниел Говард Симпсон | 21 ноября 1989 — 15 декабря 1992  | |
|                                                                   | Роберт Гриббин III    | 16 января 1993 — 16 сентября 1995 | |
|                                                                   | Мосина Джордан        | 29 ноября 1995 — 31 марта 1997    | |
| 1997-1998 гг. — должность вакантна по причине закрытия посольства |                       |                                   | |
|                                                                   | Роберт Сефас Перри    | 12 октября 1998 — 1 июля 2001     | |
|                                                                   | Мэтти Шарплесс        | 1 октября 2001 — 2 ноября 2002    | |
| 2002-2005 гг. — должность вакантна по причине закрытия посольства |                       |                                   | |
|                                                                   | Аджамес Джеймс Панос  | январь 2005 — 2 июля 2007         | Временный поверенный в делах |
|                                                                   | Фредерик Бишоп Кук    | 2 июля 2007 — 17 августа 2010     | |
|                                                                   | Лоуренс Уолерс        | 30 октября 2010 — 1 августа 2013  | |
|                                                                   | Дэвид Эдвард Браун    | август 2013 — октябрь 2015        | Временный поверенный в делах |
|                                                                   | Джеффри Хокинс        | 13 октября 2015 — 25 августа 2017 | |
|                                                                   | Дэвид Браунштейн      | 12 сентября 2017 — 5 февраля 2019 | Временный поверенный в делах |
|                                                                   | Люси Тэмлин           | 5 февраля 2019 — 17 января 2022   | |
|                                                                   | Джеймс Джей Хоган III | 17 января 2022 — 23 марта 2022    | Временный поверенный в делах |
|                                                                   | Патрисия Махони       | 23 марта 2022 — 27 марта 2025     | |
|                                                                   | Кристофер Ганнинг     | 27 марта 2025 — н. в.             | Временный поверенный в делах |